# 17089 Mercado
17089 Mercado è un asteroide della fascia principale. Scoperto nel 1999, presenta un'orbita caratterizzata da un semiasse maggiore pari a 2,5163539 UA e da un'eccentricità di 0,1426194, inclinata di 5,89753° rispetto all'eclittica.